# Camarona caeruleonigra
Camarona caeruleonigra är en tvåvingeart som beskrevs av Wulp 1891. Camarona caeruleonigra ingår i släktet Camarona och familjen parasitflugor. Inga underarter finns listade.